# Монтаржи

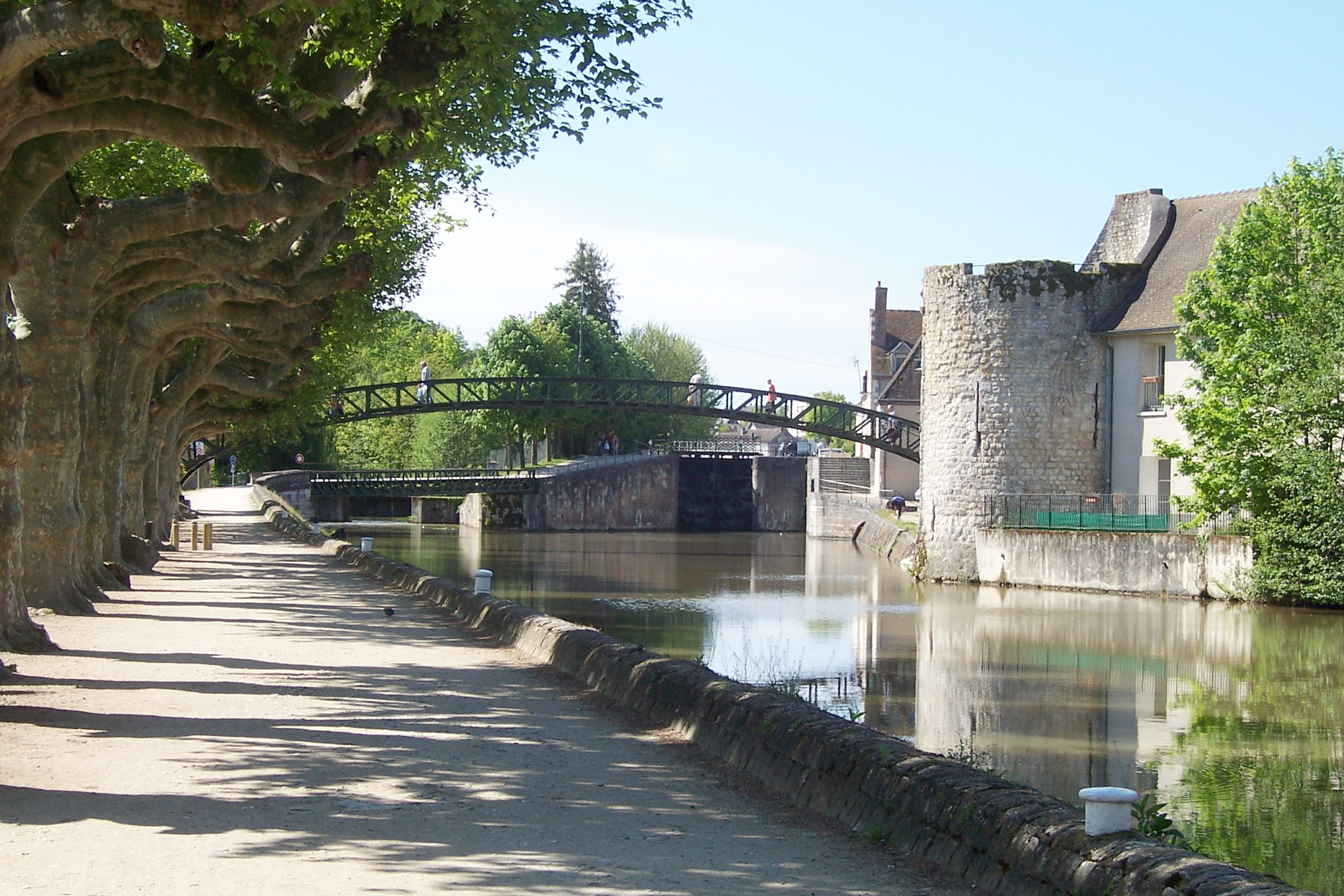
Набережная Луан в Монтаржи

Монтаржи́ (фр. Montargis) — город и коммуна в центральной части Северной Франции, который является центром кантона Монтаржи округа Монтаржи, входящего в департамент Луаре региона Центр.
Город лежит на берегу реки Луан, на высоте 85 метров над уровнем моря. Площадь Монтаржи составляет 4,46 км². Численность населения — 14 649 человек, а плотность населения — 3284,5 чел./км² (на 2010 год).

## История
В XI веке Жоселин де Куртене строит в местечке Куртене замок и рядом с ним основывает городок Монтаржи. Пьер, сын французского короля Людовика VI, благодаря браку с наследницей Куртене получил Монтаржи в свои руки. Пьер укрепил городские стены, превратив их в неприступную крепость. В 1427 году, во время Столетней войны, Монтаржи выдержал осаду английских войск, за что получил от французского короля многочисленные привилегии.
В 1240 году Амиция де Монфор основала возле Монтаржи доминиканский женский монастырь, среди обитателей которого были и лица королевской крови (например, английская принцесса Элеонора Плантагенет).
С 1604 по 1642 год, по указанию короля Генриха IV, между Бриаром на Луаре и Монтаржи был построен судоходный Бриарский канал, а веком позже — Луанский канал, соединивший Монтаржи с Сеной.

## Население
Население коммуны на 2010 год составляло 14 649 человек.
| 1962   | 1968   | 1975   | 1982   | 1990   | 1999   | 2010   |
| ------ | ------ | ------ | ------ | ------ | ------ | ------ |
| 15 996 | 18 225 | 18 380 | 16 110 | 15 020 | 15 025 | 14 649 |

## Города-партнёры
- Гревен
- Кроуборо